# Jícama
Jícama,Pachyrhizus erosus, el nom comú deriva de l'idioma Nàhuatl xicamatl, és una espècie de planta enfiladissa cultivada per la seva arrel tuberosa.

## Descripció

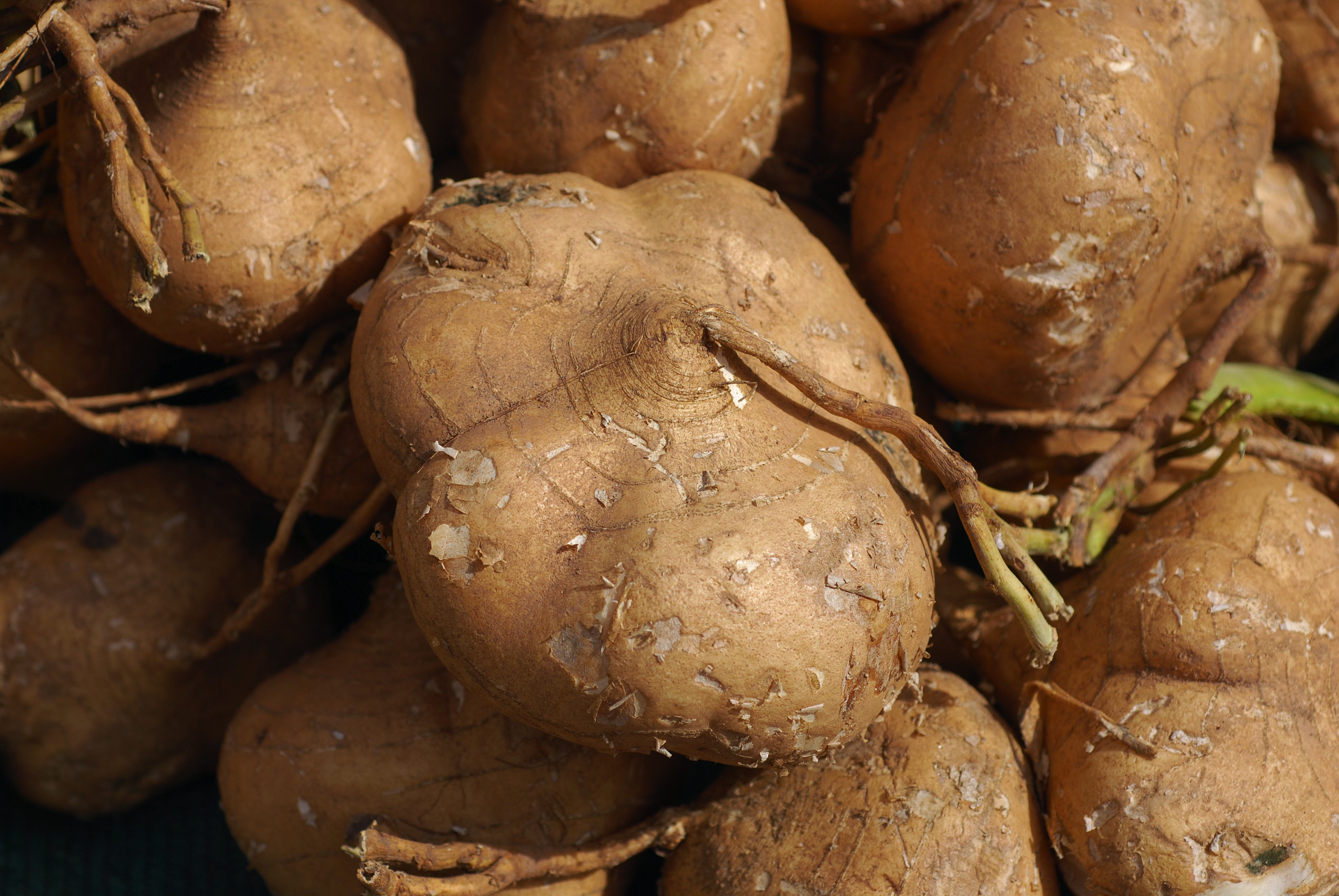
Jícama a la venda

És una planta enfiladissa que pot fer de 4 a 5 m de llargada. La seva arrel pot fer fins a 2 metres de llarg i pesar uns 20 kg. La part externa de l'arrel és de color groc i l'nterior és de color crema semblant a una patata. El gust és suau i de midó i normalment es menja crua en amanida. També es pot menjar cuita. Les parts de la planta que no són l'arrel són verinoses, ja que contenen rotenona, substància que s'utilitza com insecticida natural.

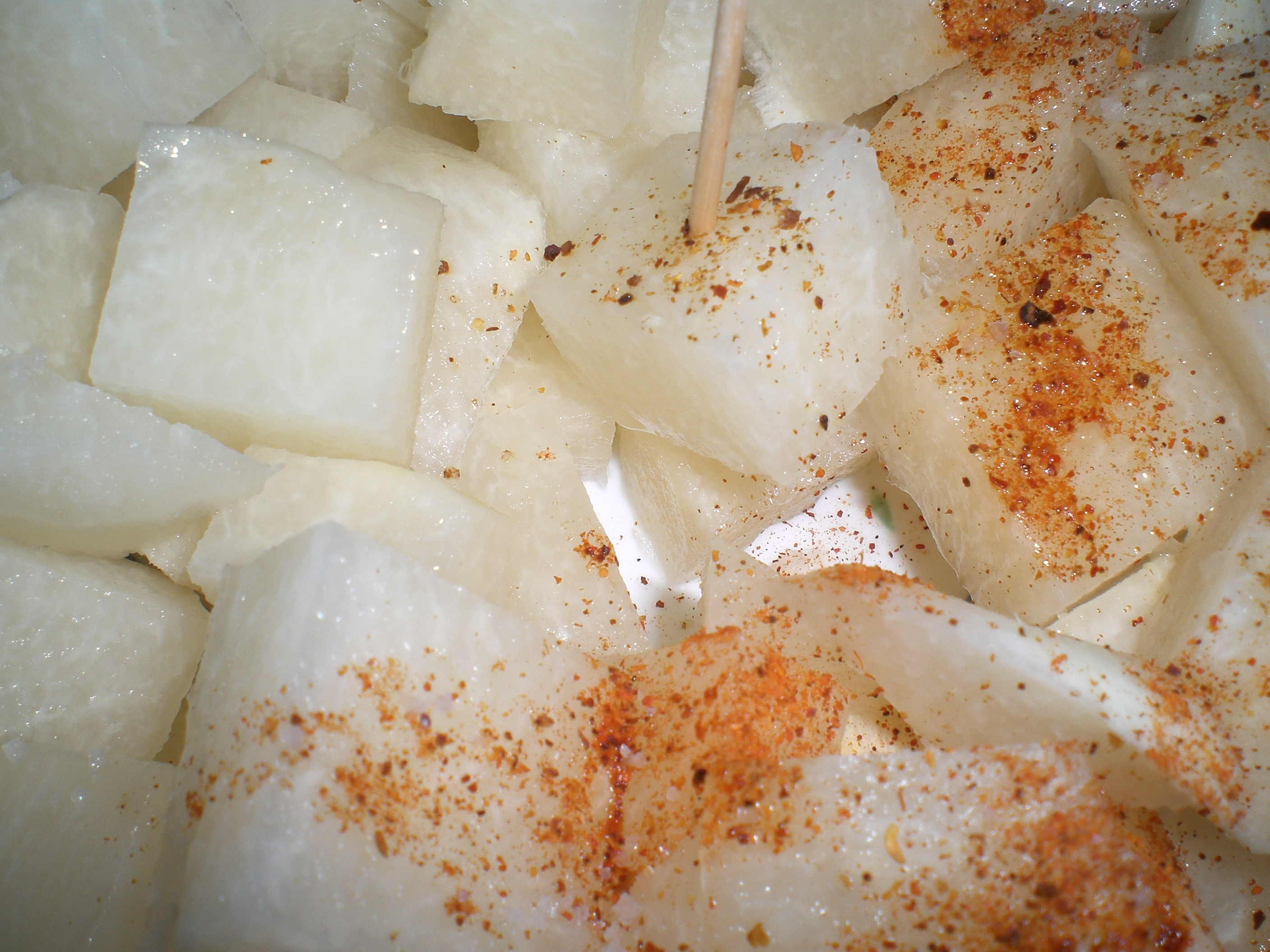
Plat de jícama crua assaonada amb Tajín mexicà

El conreu i ús de la jícama es va estendre de Mèxic a les Filipines i més tard a la Xina i altres parts del sud-est asiàtic.

## Composició
La jícama té un alt contingut en carbohidrats sota la forma de fibra dietètica. El 86-90% és aigua i conté només traces de proteïnes i lípids. El seu gust dolç prové de la inulina. També té alts continguts en vitamina C, A i B junt amb calci i fòsfor.